# Central Adams (Dakota del Norte)
Central Adams es un territorio no organizado ubicado en el condado de Adams en el estado estadounidense de Dakota del Norte. En el Censo de 2010 tenía una población de 54 habitantes y una densidad poblacional de 0,29 personas por km².

## Geografía
Central Adams se encuentra ubicado en las coordenadas 46°6′42″N 102°40′26″O / 46.11167, -102.67389. Según la Oficina del Censo de los Estados Unidos, Central Adams tiene una superficie total de 186.31 km², de la cual 186.26 km² corresponden a tierra firme y (0.03%) 0.05 km² es agua.

## Demografía
Según el censo de 2010, había 54 personas residiendo en Central Adams. La densidad de población era de 0,29 hab./km². De los 54 habitantes, Central Adams estaba compuesto por el 92.59% blancos, el 0% eran afroamericanos, el 0% eran amerindios, el 0% eran asiáticos, el 0% eran isleños del Pacífico, el 1.85% eran de otras razas y el 5.56% pertenecían a dos o más razas. Del total de la población el 1.85% eran hispanos o latinos de cualquier raza.